# Montigny-le-Gannelon
Montigny-le-Gannelon är en kommun i departementet Eure-et-Loir i regionen Centre-Val de Loire strax norr om centrala Frankrike. Kommunen ligger i kantonen Cloyes-sur-le-Loir som tillhör arrondissementet Châteaudun. År 2018 hade Montigny-le-Gannelon 455 invånare.

## Befolkningsutveckling
Antalet invånare i kommunen Montigny-le-Gannelon
Referens:INSEE